# Dinie Aikema
Dina Alberta Brechine (Dinie) Aikema  (Leens, 6 mei 1917 - Glimmen, 24 maart 1945) was een Nederlandse onderwijzeres en verzetsstrijdster.

## Biografie
Aikema was een dochter van de timmerman Gerhardus Aikema en Maria Rienks. Zij was getrouwd en gescheiden van Jan Drent. Al tijdens haar huwelijk met Drent ging zij een relatie aan met de eveneens gehuwde verzetsstrijder Gerrit Boekhoven uit Groningen.
Het duo Boekhoven en Aikema woonde aan het Nassauplein 33 in Groningen en was gedurende de Tweede Wereldoorlog actief in het verzet. Zij stonden daar bekend als "meneer en mevrouw de Groot" en behoorden tot de verzetsgroep Groep-De Groot. Hun verzetsactiviteiten bestonden uit het maken van falsificaties, het onderhouden van contacten tussen verzetsstrijders, het verspreiden van bonkaarten, het zoeken van nieuwe contacten, koeriersdiensten enz.
Aikema werd, tezamen met Boekhoven, op 12 januari 1945 gearresteerd door de Duitse Sicherheitsdienst (SD). Uit het verhoor van Aikema verkregen de Duitsers informatie over haar werk voor de Groep-De Groot. Deze groep, die inmiddels uit zo'n 30 mensen bestond, werd bijna geheel opgerold. Nog geen tien van de gearresteerden zouden het einde van de oorlog meemaken. Tijdens het verhoor van Aikema werd zij met drank en sigaretten gepaaid. Ook zou zij zijn verkracht. Feit is dat de SD veel informatie van Aikema heeft losgekregen. Op de avond van 24 maart 1945 werd Aikema in het Quintusbos bij Glimmen door de SD'er Harm Bouman van achteren doodgeschoten waarna zij nog een tweede nekschot kreeg. Eerder, op 19 maart, was  Anda Kerkhoven, op dezelfde plaats al gefusilleerd door Harm Bouman en Mijndert Vonk. Gerrit Boekhoven werd op 19 maart 1945 gefusilleerd door Nederlandse leden van de Sicherheitsdienst op het landgoed Vosbergen in Eelde. Zij allen werden later herbegraven op de Noorderbegraafplaats in Groningen.

## Eerbetoon
Haar naam staat vermeld op de Erelijst van Gevallenen 1940-1945.